# Mijn vader is de beste
Mijn vader is de beste was een Nederlands televisieprogramma van de TROS, vanaf 2014 AVROTROS, waarin kinderen meededen, meestal met hun vader. Het doel was om aan te tonen dat zijn of haar vader 'de beste' was. 

## Presentatie
- Yolanthe Cabau (2010 - 2014)
- Vivienne van den Assem (2015)
- Monique Smit (2016 - 2019)
- Romy Monteiro (2020 - 2022)

## Seizoenen
Aan alle seizoenen deden 4 teams mee, behalve in het seizoen van 2015. Iedere aflevering had 5 rondes. Het team met de eerste ronde won kreeg een klein voordeel bij de tweede ronde. Bij ronde 1 viel er niemand af; bij ronde 2, 3 en 4 wel. De vijfde ronde was de finale. Het seizoen 2015 werd opgenomen op Bonaire.